# Churchstow
Churchstow är en by och en civil parish i South Hams i Devon i England. Orten har 465 invånare (2011).